# TV Ardèche
TV Ardèche  est une chaîne de télévision généraliste et régionale française associative consacrée à l'Ardèche et aux bassins de vie limitrophes.

## Histoire de la chaîne
La chaîne est créée le 30 septembre 2004  à l'initiative de Frédéric Chapelle et d'une dizaine de professionnels de la communication, afin d'offrir une vitrine nationale au département de l'Ardèche.
TV Ardèche a d'abord expérimenté une diffusion sur DVD, grâce au soutien du Fonds Social Européen et a sorti son premier DVD le 15 juillet 2005 en proposant un programme de deux heures de vidéos sur l'Ardèche diffusée dans les point-presse ardéchois.
En septembre 2005 un premier site internet est mis en place et propose cinquante vidéos sur l'Ardèche. En janvier 2006 le site est transformé pour accueillir facilement des mises à jour et proposer un service à mi-chemin entre un portail vidéo sur l'Ardèche et une web TV.
En décembre 2007 TV Ardèche obtient une autorisation du CSA pour diffuser ses programmes en Wi-Fi.

## Organisation
TV Ardèche est  gérée par l'association TV Ardèche.

### Dirigeants
Président :
- Claire Burlet

Directeurs
- Frédéric Chapelle

## Programmes
TV Ardèche diffuse essentiellement des reportages ou des émissions multi-caméra.